# HD205787
HD205787 — хімічно пекулярна зоря спектрального класу A4, що має видиму зоряну величину в смузі V приблизно  8,1.
Вона  розташована на відстані близько 604,0 світлових років від Сонця.